# Lygodactylus arnoulti
Lygodactylus arnoulti is een hagedis die behoort tot de gekko's (Gekkota) en de familie Gekkonidae.

## Naam en indeling
De wetenschappelijke naam van de soort werd voor het eerst voorgesteld door Georges Pasteur in 1965. De soortaanduiding arnoulti is een eerbetoon aan Jacques Arnoult (1914 - 1995).

## Uiterlijke kenmerken
Lygodactylus arnoulti is een van de grotere soorten dwerggekko's, de vrouwtjes kunnen een kopromplengte bereiken van 3,7 centimeter exclusief de staart.

## Verspreiding en habitat
De soort is komt voor in delen van Afrika en leeft endemisch in Madagaskar. Het areaal bestaat uit het Centraal Hoogland, in het heideachtig struikgewas van Madagaskar. De typesoort werd gevonden op een hoogte van 1700 meter. De habitat bestaat uit droge savannen en droge tropische en subtropische graslanden. De soort is aangetroffen op een hoogte van ongeveer 1700 tot 2100 meter boven zeeniveau.

## Beschermingsstatus
Door de internationale natuurbeschermingsorganisatie IUCN is de beschermingsstatus 'veilig' toegewezen (Least Concern of LC).